# Pfarrkirche Eisenstadt-Kleinhöflein

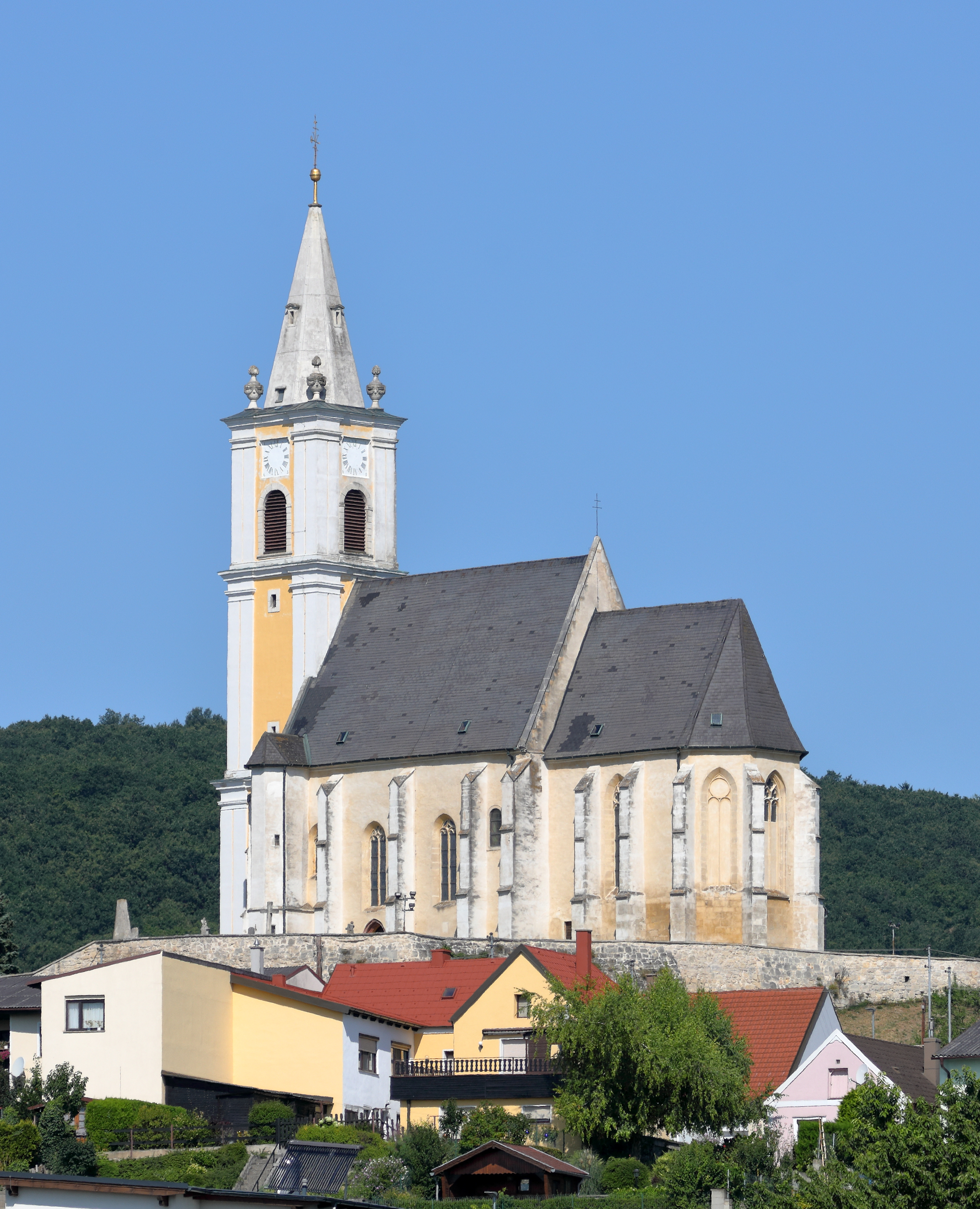
Pfarrkirche hl. Veit

Die römisch-katholische Pfarrkirche Eisenstadt-Kleinhöflein steht auf einem Hügel über dem Ort Kleinhöflein im Burgenland in der Stadtgemeinde Eisenstadt im Burgenland. Die Pfarrkirche hl. Veit gehört zum Dekanat Eisenstadt-Rust in der Diözese Eisenstadt. Die Kirche steht unter Denkmalschutz (Listeneintrag).

## Geschichte
Eine ältere Pfarre wurde 1464 urkundlich genannt. An den Chor (St.-Veit-Kapelle) aus dem 15. Jahrhundert wurde 1528 ein spätgotisches Langhaus angebaut. 1675 ist eine Weihe urkundlich genannt. 1683 wurden die Altäre zerstört. Der hohe Westturm wurde 1700 erbaut. Die Altäre und die Kanzel wurden 1960/1963 restauriert. 1973 war eine Außenrestaurierung. Nach einem Brand (1975) wurde die Kirche nach den Farbspuren einer älteren Färbelung neu ausgemalt.
2024 wurde der Kirchturm renoviert und der Vorplatz des Pfarrhofes barrierefrei neu gestaltet, die Kosten betrugen rund 350.000 Euro.

## Architektur

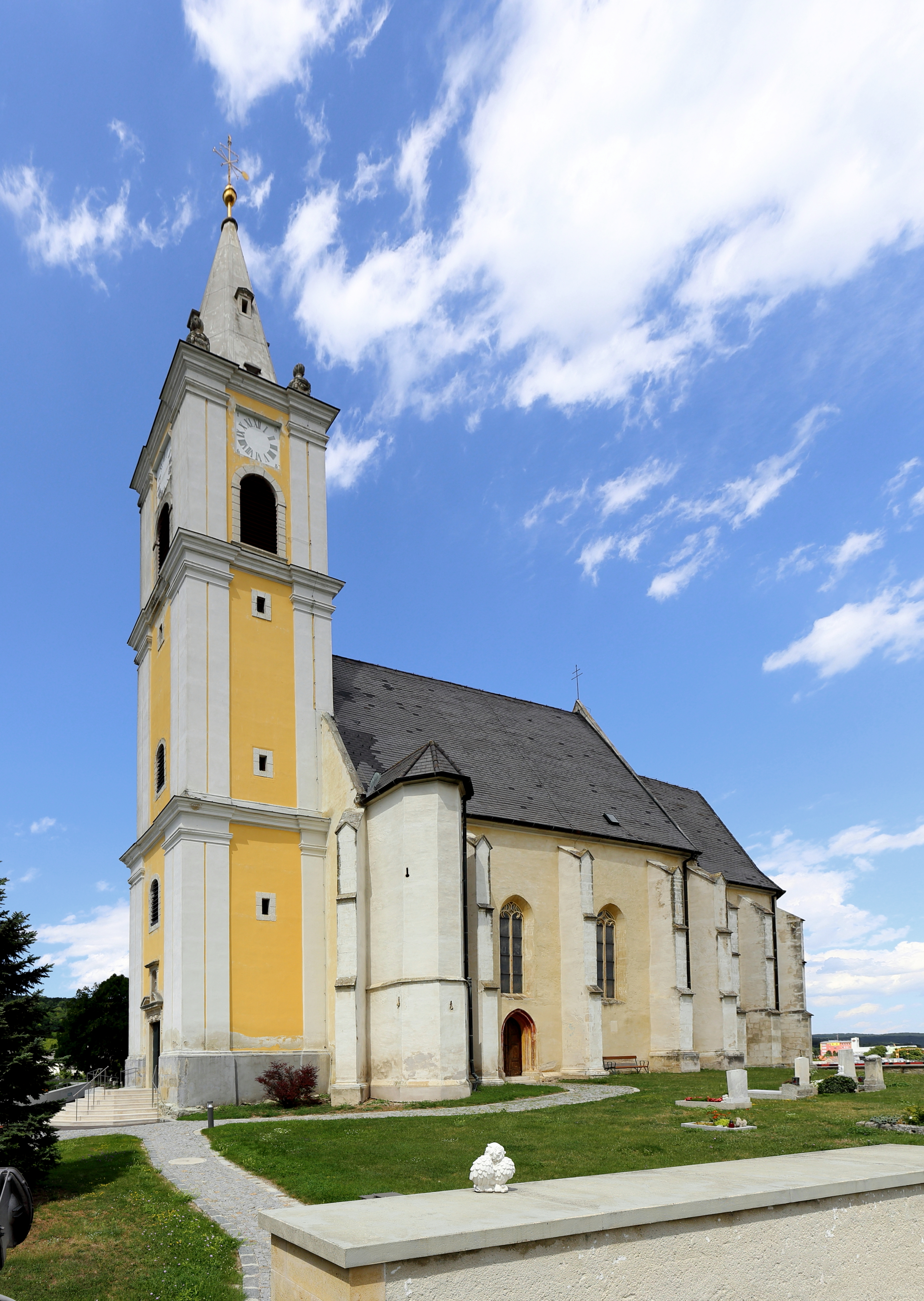
Südwestansicht der Pfarrkirche

### Kirchenäußeres
Die auf einem Hügel stehende Kirche ist von einem Friedhof mit einer Wehrmauer umgeben. Der dreigeschoßige Turm mit zwei schräggestellten zweistufigen Strebepfeilern an Ecken mit einem steinernen Spitzhelm zwischen vier Kugelvasen wurde an die Giebelfassade angebaut. Südseitig am Langhaus ist ein fünfseitiger Treppenturm und ein barocker Windfang. Die Fassade hat spitzbogige Fenster mit Maßwerk, Mittelstab und Rundbogenmotiven und am Chor und Langhaus zweifach abgetreppte Strebepfeiler. Der eingezogene Chor mit einem Fünfachtelschluss hat südseitig einen kleinen Anbau und nordseitig einen Sakristeianbau. Das spätgotische Südportal hat eine mehrfach gekehlte Spitzbogenleibund und zeigt Reste einer farbigen Fassung, Steinmetzzeichen und eine Ritzinschrift. Das Westportal im Turm hat eine gerade Verdachung und zeigt im Sturz Fruchtbüschel. In der Nische über dem Segmentgiebel ist eine Steinfigur Veit im Kessel aus 1700.

### Kircheninneres
Die spätgotische Turmvorhalle hat ein Kreuzgratgewölbe. Das Portal hat eine im Spitzbogen verstäbte Profilierung und Quader mit verschiedenen Flächen und ein Steinmetzzeichen.
Die drei östlichen Joche des Langhauses haben ein spätgotisches Netzrippengewölbe mit einem Scheitelring. Die Gewölberippen sind an den Schnittpunkten überkreuzt und sind mit fünf wappenförmigen Schlusssteinen verbunden. Die fünfkantigen Dienste haben tief unterschnittene Kegelkapitelle. Das vierte westliche Joch mit einer Stichkappentonnengewölbe ist aus dem 17. Jahrhundert und danach wurde 1700 der Unterbau des ehemaligen Mittelturmes abgetragen. Die dreiachsige Westempore über einem Netz- und Sternrippengewölbe steht auf achteckigen Pfeilern und Konsolen und schließt mittig mit einer Rundbogenarkade und links und rechts mit einer Spitzbogenarkade ab. An der Brüstung sind neun von ehemals zwölf gemalten Apostelbilder aus dem 17. Jahrhundert, welche 1975 freigelegt wurden.
Der breite rundbogige Triumphbogen ist und nach Süden aus der Achse geschoben. Der zweijochige Chor mit einer Apsis hat ein Kreuzrippengewölbe mit Gurten und drei Rosettenschlusssteinen, Blattkelchkonsolen und in den Apsisecken Dienste.

## Ausstattung
Der Hochaltar aus dem dritten Viertel des 18. Jahrhunderts hat einen dreigeschoßigen mächtigen Aufbau. Der Sockel mit Opfergangsportalen hat eine geschwungene Wand mit links und rechts je zwei vortretenden Freisäulen mit einem gerundeten Gebälk. Am durchbrochenen Aufbau mit Seitenvoluten ist eine Taube im Strahlenkranz mit Engeln und Putti. Der Altar trägt vier Schnitzfiguren, außen Peter und Paul, innen Kajetan und Johannes Nepomuk und zeigt das Altarblatt Martyrium des hl. Veit in einem Rokokorahmen.
Der linke Seitenaltar aus 1960 bis 1963 unter Einbeziehung barocker Teile trägt mittig eine bemerkenswerte Figur Maria mit Kind aus dem 17. Jahrhundert und seitlich Josef und Simon und am Aufsatz Dreifaltigkeit. Der rechte Seitenaltar aus dem dritten Viertel des 18. Jahrhunderts mit einer flachen Wand und Pilastern zeigt das Altarbild Kreuzigung und im Aufsatz das Bild Maria Magdalena und trägt seitlich kleine Schnitzfiguren Sebastian und Anna mit Maria und auf der Mensa eine große Figurengruppe Pietà.
Die Kanzel aus dem dritten Viertel des 18. Jahrhunderts hat einen runden Korb mit Pilastern mit Blütengehänge und Engelköpfen geteilt und trägt die Figuren Salvator und die vier Evangelisten. Auf dem Schalldeckel über einem verkröpften Gesims mit einem Wappen sind Schnitzfiguren der vier Kirchenväter und eines Bischofs und auf der Volutenkrone steht eine bewegte Maria Immaculata.
Der Taufstein aus der zweiten Hälfte des 17. Jahrhunderts hat eine Buckelschale auf einem birnenförmigen Baluster. Der Opferstock ist aus 1648. Eine Glocke ist mit Theresia Scheichel Wien 1798 bezeichnet.
Die Orgel aus 2010 mit 19 Registern wurde von Metzler Orgelbau gefertigt.